# Schlacht bei Leuze
Philippsburg – Koblenz – Walcourt – Bantry Bay – Mainz – Bonn – Fleurus – Beachy Head – Boyne – Staffarda – Québec – Mons – Cuneo – Leuze – Aughrim – Barfleur/La Hougue – Namur 1 – Steenkerke – Lagos – Neerwinden – Marsaglia – Charleroi – Torroella – Camaret – Texel – Sant Esteve d'en Bas – Gerona – Dixmuyen – Namur 2 – Brüssel –  Ath – Cartagena – Barcelona
Die Schlacht bei Leuze (auch Treffen von Leuze genannt) fand am 18. September 1691 bei Leuze-en-Hainaut im heutigen Belgien während des Krieges der großen Allianz zwischen Franzosen und alliierten Truppen statt. Auf Seiten der Allianz waren neben Niederländern auch Spanier und Brandenburger beteiligt. Im Wesentlichen handelte es sich um ein großes Kavalleriegefecht, in dem die Franzosen Sieger über die zahlenmäßig überlegenen Gegner blieben. Auf den Kriegsverlauf hatte die Auseinandersetzung keinen nennenswerten Einfluss.

## Vorgeschichte
Während des Krieges der großen Allianz hatte Ludwig XIV. im Jahr 1691 drei starke Armeen an den französischen Ostgrenzen stationiert. Im Bereich der Niederlande kommandierte der François-Henri de Montmorency-Luxembourg die französische Armee. Dieser ließ im März die Stadt Mons belagern. König Ludwig war dort zeitweise selbst anwesend. Die Stadt musste am 8. April kapitulieren, dadurch fassten die Franzosen erstmals Fuß in Brabant. Im Juni standen sich die französische und die alliierte Armee bei Sombere nahe gegenüber. Vergeblich versuchte William III. die Franzosen zur Schlacht zu zwingen. Beide Armeen hielten vierzehn Tage die Stellung, bis sich Versorgungsmängel bemerkbar machten. Der Wilhelm von Oranien zog ab und die französische Armee folgte. Es folgten monatelang verschiedene Manöver beider Seiten, um den Gegner in eine schlechte Position zu bringen.

## Verlauf
In der Nähe von Leuze im September 1691 ging der Herzog von Luxemburg noch immer davon aus, dass Wilhelm von Oranien eine entscheidende Schlacht suchen würde, und schickte den Tross über den Fluss Schelde zurück. Wilhelm beabsichtigte aber nur die Franzosen zum Rückzug über die Schelde zu bewegen. Er ließ in der Nacht zum 17. September eine Stellung bei Leuze beziehen. Er sah den Feldzug für beendet an und glaubte, dass die Franzosen sich in die Winterquartiere zurückziehen würden. Er reiste nach England ab und übergab das Kommando dem Fürsten von Waldeck.
Für den Herzog von Luxemburg schien die Situation für einen Angriff günstig zu sein. Er teilte seine Armee in zwei Treffen. Als er die Meldung erhielt, dass die gegnerische Armee im Aufbruch begriffen war, griff er mit 28 Eskadronen Kavallerie deren Nachhut an, die 15 Eskadronen umfasste. Der Gegner wurde von dem massierten Angriff überrascht und der Fürst von Waldeck formierte seine Kavallerie, die nach und nach eintraf, hinter der Nachhut in fünf Linien. Unterstützt wurde die Reiterei durch fünf Bataillone Infanterie.
Inzwischen war auch der Großteil der französischen Armee herangerückt. Die königlichen Haustruppen wurden vorgezogen und bildeten das erste Treffen. Da der Herzog sah, dass die Stärke des Gegners weiter wachsen würde, wartete er nicht die Formierung des zweiten Treffens ab, sondern ließ die Gardekavallerie angreifen. Diese warf die erste gegnerische Linie zurück. Zeitweise von gegnerischen Schwadronen bedrängt, drang sie bis zur fünften gegnerischen Linie vor. Da die Garde durch den Vorstoß in Unordnung geraten war, ließ der Herzog sie neu sammeln und ließ die Gegner durch inzwischen herangekommene andere Kavallerieeinheiten verfolgen.
Die alliierte Infanterie hatte sich inzwischen neu formiert und erwartete den Angriffe der Franzosen. Der Herzog verzichtete aber auf einen Angriff und beide Armeen zogen sich zurück.

## Folgen
Insbesondere die Alliierten hatten erhebliche Verluste von insgesamt 1900 Gefallenen, Verwundeten und Gefangenen zu beklagen. Unter den Gefallenen war auch ein Prinz von Anhalt und ein Graf von Nassau. Kurze Zeit später bezogen beide Armeen ihre Winterquartiere.